# Saint-Hilaire-la-Forêt
Saint-Hilaire-la-Forêt – miejscowość i gmina we Francji, w regionie Kraj Loary, w departamencie Wandea.
Według danych na rok 1990 gminę zamieszkiwały 363 osoby, a gęstość zaludnienia wynosiła 33 osoby/km² (wśród 1504 gmin Kraju Loary Saint-Hilaire-la-Forêt plasuje się na 937. miejscu pod względem liczby ludności, natomiast pod względem powierzchni na miejscu 968.).